# Johann Melchior Heggenzer von Wasserstelz
Johann Melchior Heggenzer von Wasserstelz (* 1508; † 7. Oktober 1587 in Ensisheim) war ein Vogt und Kaiserlicher Rat aus dem Schaffhauser Adelsgeschlecht Heggenzer.

## Leben

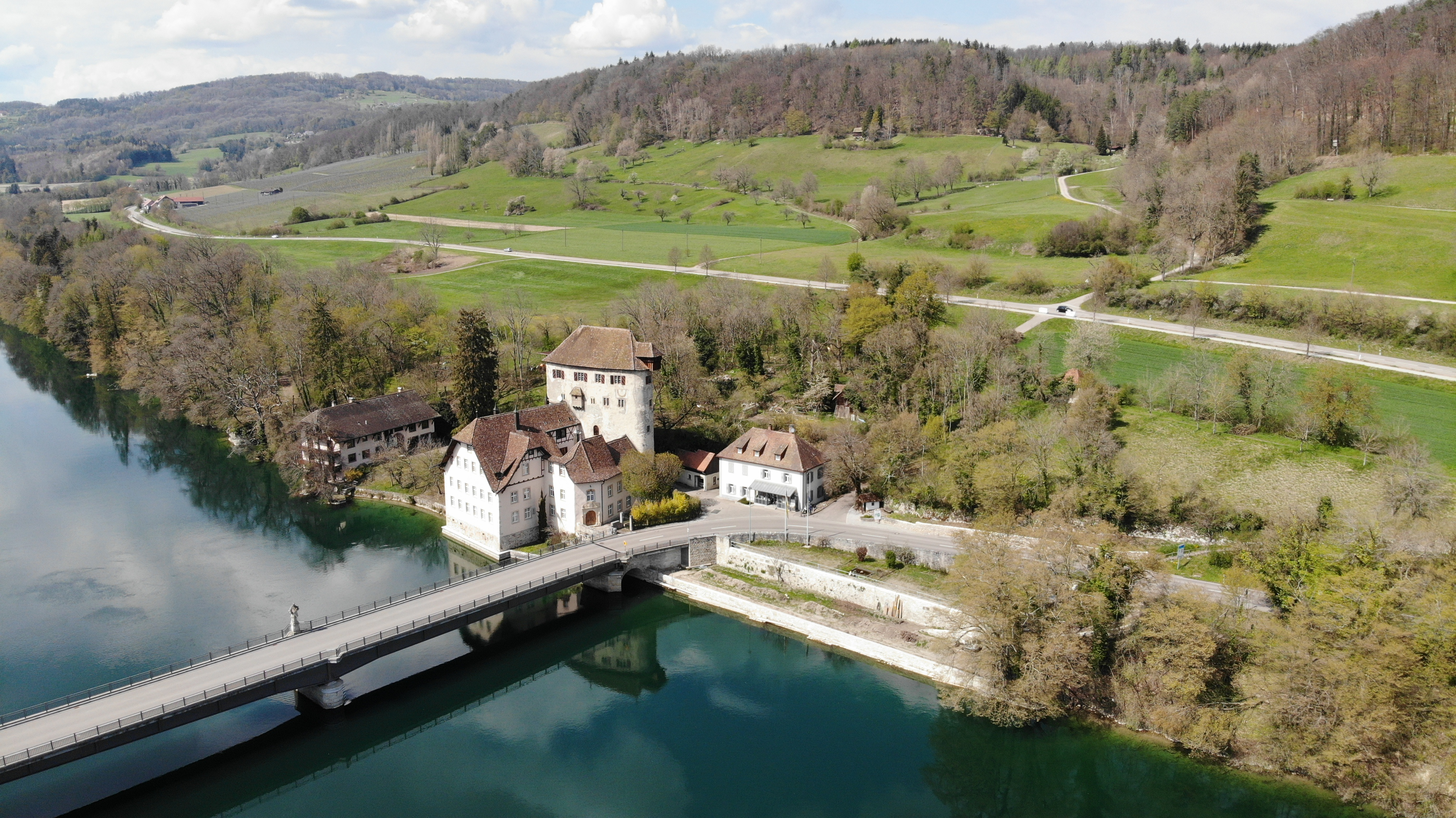
Luftbild der Burg Rotwasserstelz am Rhein, Sitz des fürstbischöflich-konstanzischen Obervogts

Johann Melchior war ein Sohn des Vogts Konrad IV. Heggenzer, der im Jahr 1494 die Burg Weisswasserstelz von Abt Martin von Reichenau zu Lehen erhielt. Konrad war von 1507 bis 1526 Obervogt in Kaiserstuhl mit Sitz auf Burg Rotwasserstelz und besass auch die Burg Schwarzwasserstelz. Der Sohn Johann Melchior beherrschte die Lateinische Sprache und hatte demnach eine gute Schule besucht. 1533 wurde er Vogt der Grafschaft Hauenstein und 1535 Waldvogt. Am 17. April 1542 war er als Kaiserlicher Bote für Ferdinand I. mit Graf Jost Nikolaus von Hohenzollern in Baden um die Eidgenossen für den Zuzug gegen die Türken zu gewinnen. 1578 erhielt er das Bürgerrecht in Zürich. Eine Wappenscheibe von ihm, datiert 1549, befindet sich im Landesmuseum Zürich.

## Familie
Er hatte mit Rebecca von Schellenberg zu Randeck zwei Töchter: Ida und Clara, die sich mit zwei Brüdern, Jörg und Friedrich von Landsperg aus dem Elsass vermählten. Sie erbten die Schlösser Wasserstelz, unterlagen aber im langjährigen Rechtsstreit gegen Ludwig Tschudi aus Glarus (sein Nachfolger als Vogt von Kaiserstuhl). Johann Melchior verstarb mit 79 Jahren im Jahr 1581 (nach Rüeger), richtig dürfte 1587 sein, in Ensisheim, wo auch seine Frau bestattet war. 
Seine Schwester war Agatha Heggentzer von Wasserstelz († 21. März 1571), Äbtissin im Damenstift Säckingen.

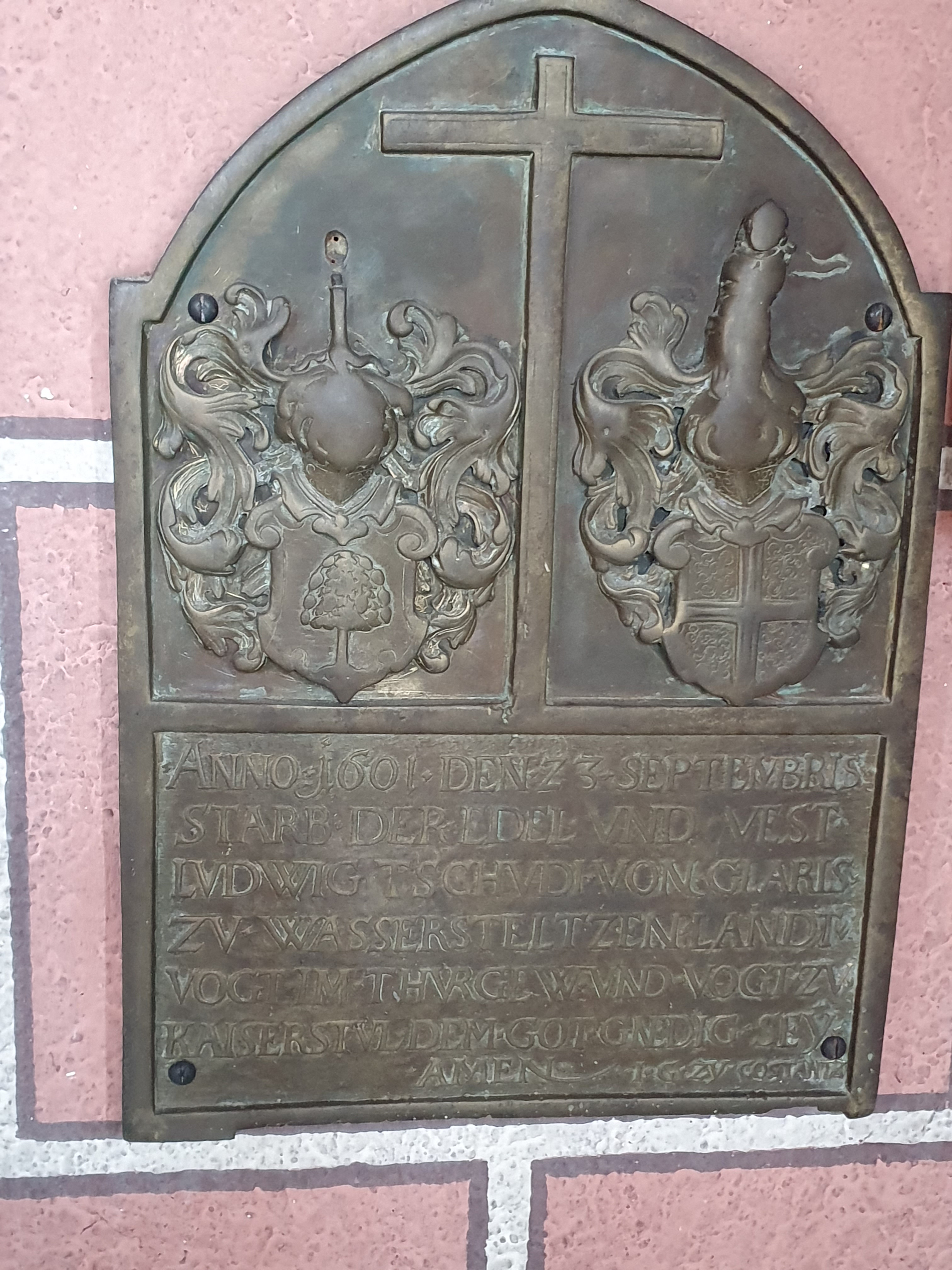
Ludwig Tschudi von Glarus († 1601), Bronceepitaph in der Kirche Hohentengen